# Bernard de Susbielle
Pour les articles homonymes, voir Susbielle.
Le baron Bernard de Susbielle, né à Rome le 4 octobre 1808 et mort à Libourne le 15 mars 1893, est un général de brigade français.

## Biographie
Général de division, grand officier de la Légion d'honneur.
Il est attaché au département de la Marne pour avoir commandé de 1862 à 1870 la subdivision de Châlons-sur-Marne et avoir habité, une fois à la retraite, le château de Marzilly, commune d'Hermonville.
Né de François de Susbielle et de Thérèse Gavardo, il est entré à Saint-Cyr en 1826 et en sort en 1828 avec le grade de sous-lieutenant ; lieutenant en 1832, capitaine en 1838, chef de bataillon en 1846, il est lieutenant-colonel en 1852, colonel en 1855. Il a gagné tous ses grades en Afrique. Sa belle conduite à Solférino lui vaut, en 1859, la croix d'officier de la Légion d'honneur.
En 1841, à la mort de son père, il hérite du titre de baron de Susbielle.
Il est nommé général de brigade en 1862 et, jusqu'à la guerre de 1870, il commande la subdivision de Châlons. À cette époque, il fait partie de la division de Vinoy et prend part à la glorieuse retraite de celui-ci sur Paris. Lors du siège de Paris, il participe à la bataille de Champigny à la tête de la première division du deuxième corps d'armée. Il se distingue particulièrement et est blessé, lors de la guerre franco-allemande de 1870, à la bataille de Bagneux qui oppose, le 13 octobre 1870, le général Joseph Vinoy aux Bavarois. Il s’illustre également à Buzenval (Seine-et-Oise), le 19 janvier 1871, combat meurtrier, l’un des derniers du siège de Paris.
Le 18 mars 1871, jour où éclate l'insurrection de la Commune, il manque de tomber entre les mains des insurgés et subir le sort des généraux Lecomte et Clément-Thomas.
Il est admis dans le cadre de réserve en 1873 et élevé à la dignité de grand officier de la Légion d'honneur. Admis à la retraite en 1879, il se laisse porter en 1877 par les conservateurs de Reims comme candidat à la députation, sans succès.
Il quitte à cette époque le château de Marzilly pour soigner sa santé dans la villa Mazeyres près de Libourne, où il meurt le 15 mars 1893.